# Alausí
Alausí es una ciudad ecuatoriana, cabecera cantonal del Cantón Alausí en la provincia de Chimborazo. En el censo de 2022 tenía una población de 6071 habitantes, lo que la convierte en la centésima trigésima ciudad más poblada del país.
La ciudad es particularmente conocida en todo el Ecuador por su herencia ferroviaria. En el 2019 el Ministerio de Turismo de Ecuador (MINTUR) le nombró Pueblo Mágico.

## Historia
Durante la conquista española, el pueblo fue nombrado como San Pedro de Alausí por Sebastián de Belalcázar, dándole al pueblo el nombre del santo del día, coincidiendo con la fundación de Quito. Posteriormente se legalizó la fundación de la ciudad por Benálcazar con el nombre de Alausí. Luego de la creación del Gobierno de Quito, Alausí formó parte de esa provincia como entidad política y administrativa menor.
En 1810, cuando Quito lanzó su movimiento de independencia, Alausí reconoció al nuevo gobierno y nombró al Capitán José Antonio Pontón como su vocero y miembro de la Junta. Cuando se realizó la primera asamblea de los pueblos libres en 1811, el Capitán José Antonio Pontón se desempeñaba como Representante por la Provincia de Alausí, en cuyo carácter firmó la Carta de Estado de Quito en 1812. En reconocimiento a su patriotismo, fidelidad y honor de sus habitantes, el Obispo Cuero y Caicedo resolvió elevar el estatus político y administrativo del pueblo a Villa.

## Transporte

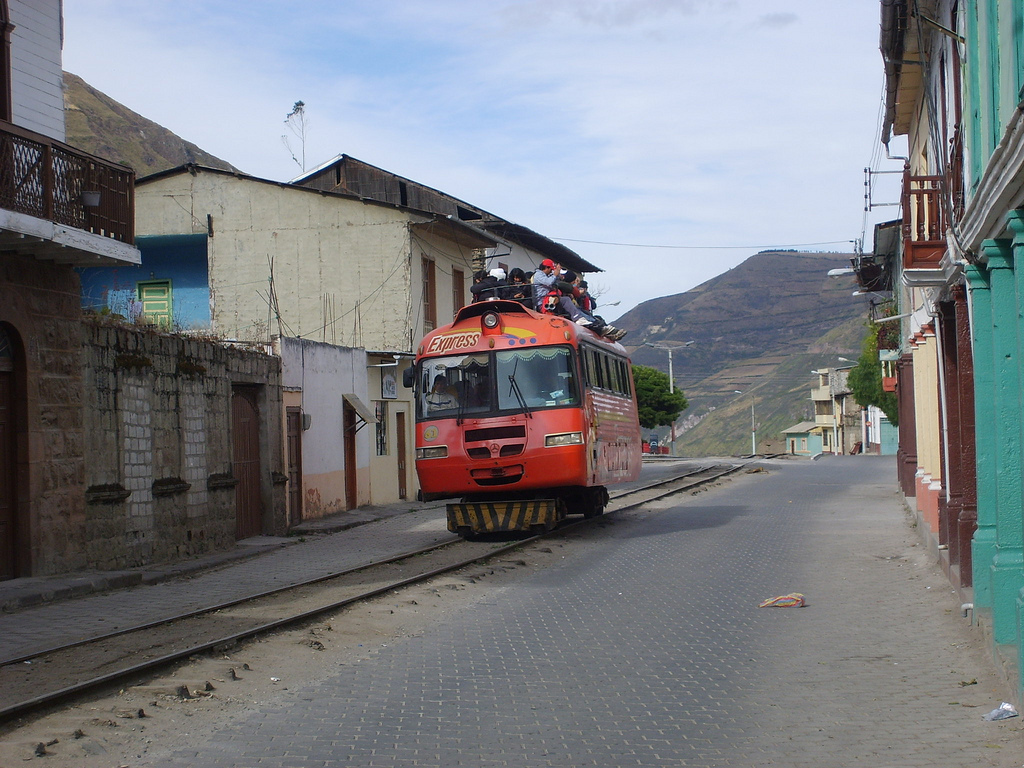
Tren turístico saliendo de Alausí rumbo a Nariz del Diablo.

Alausí cuenta con servicio de buses a muchos destinos en Ecuador. La estación de autobuses de Alausí se encuentra a tres cuadras de la estación de tren, sobre la Avenida 5 de junio, la vía principal de la ciudad. Los buses hacia y desde las ciudades más pequeñas funcionan con regularidad. Hay horarios establecidos para los destinos más populares, como Quito, Cuenca y Guayaquil.
También es el punto de partida del tren Nariz del Diablo. Esta obra de ingeniería se encuentra entre los proyectos más audaces realizados en la cordillera de los Andes. Nariz del Diablo fue la tumba de muchos esclavos jamaiquinos contratados para dinamitar la montaña.
Los turistas que visitan las ruinas de Ingapirca en Cañar pueden abordar un bus con destino a la ciudad de Cuenca. Las ruinas están a una hora y media de Cañar.

## Paisaje urbano

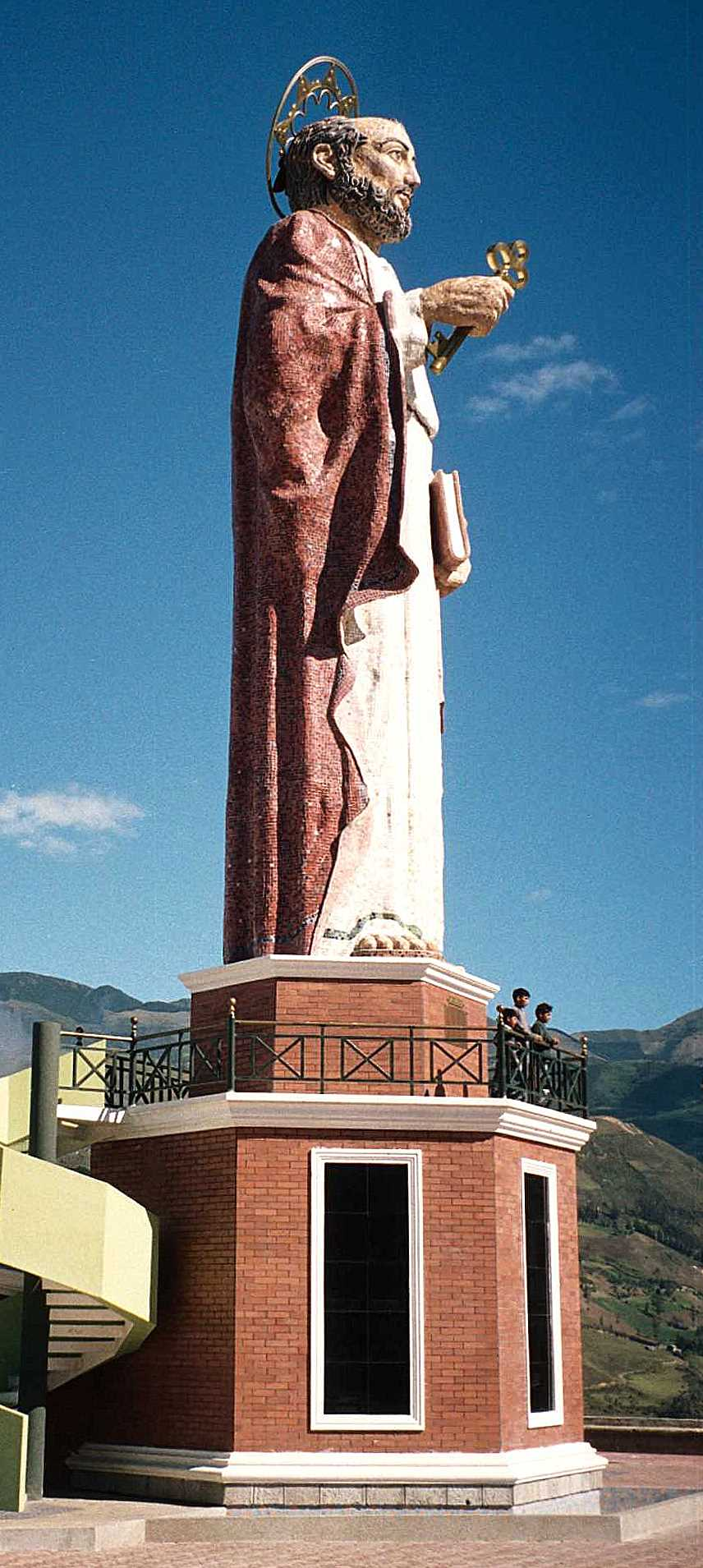
Monumento de San Pedro, loma de Lluglli, Alausi, Ecuador.

Alausí es conocida por su arquitectura, y la mayoría de sus casas tienen más de 100 años.
En Alausí se encuentran varios monumentos ubicados en los parques y lugares importantes de la ciudad. Sin duda el más importante es el Monumento a San Pedro, patrón de la ciudad, construido por el artista ecuatoriano Eddie Crespo. Este monumento se encuentra en la Loma de Lluglli, y puede verse desde cualquier punto de la ciudad debido a su gran tamaño y ubicación estratégica.
La iglesia más importante de la ciudad es "la Matriz", ubicada frente al parque 13 de noviembre (parque 13 de noviembre). La iglesia fue construida en el siglo XVIII con piedra extraída de las minas de Chiripungo, ubicadas a unos 2 km de la ciudad.

## Festividades
El carnaval es la fiesta tradicional de Alausí, y se celebra con un desfile especial, en el que participan los barrios de la ciudad e invitados especiales. La fiesta más importante es el encierro. Aquí también se celebran corridas de toros no profesionales y otras fiestas.
Un testimonio de la influencia española en América del Sur es el Festival de San Pedro se celebra del 22 de junio al 2 de julio y se celebra desde la época virreinal. Danza tradicional, música, folklore, peleas de gallos, corridas de toros y otras actividades atraen a ecuatorianos y turistas internacionales a la celebración.

## Deslizamiento de tierra 2023
El 26 de marzo del 2023 en horas nocturnas se registró un deslizamiento de tierra en Pueblo Viejo, Alausí, sobre viviendas del sector y como consecuencia sepultando a varias familias.